# Février 1989

## Évènements
- Allemagne de l'Ouest : la chaîne de radio-télévision WDR révèle que ce sont des sociétés allemandes qui ont permis à l'Irak de construire l'usine de Salman Fakh pour produire des gaz de combat. Elles sont aussi suspectées d'avoir livré des récipients pour produire des bouillons de culture.
- États-Unis : selon William Webster, directeur de la CIA, les programmes de production des gaz de combat menés en Irak, en Iran, en Libye et en Syrie ont en commun « l'aide de fournisseurs étrangers » dont l'apport « a été nécessaire à leur développement ». Cette aide étrangère a porté sur tous les aspects des efforts de la production de ces gaz de combat : savoir-faire, construction des unités des productions, fourniture des produits chimiques de base, fourniture des équipements de production, fourniture des pièces destinées à la fabrication de munitions et formation des personnels. Des techniciens occidentaux sont même restés sur place après le début de la production.

### Mercredi1er
- France : la COB annonce l'ouverture d'une enquête sur l'affaire du raid sur la Société générale.
- XXIIe journée mondiale de la Paix.

### Jeudi 2
- Afrique du Sud : Pieter Botha démissionne de la présidence du Parti national. Il est remplacé par Frederik de Klerk, ministre de l'Éducation et auparavant, chef du parti pour la Transvaal.
- Chine - Union soviétique : le ministre des Affaires étrangères Edouard Chevardnadze se rend à Pékin pour une visite officielle de 4 jours, la première depuis 1959. Un sommet entre les deux pays est prévu à Pékin du 15 au 18 mai prochain.
- France : 
  - À Marseille, dans l'affaire SORMAE-SAE, huit dirigeants de cette société, compromise dans une affaire de fausses factures et de corruption, sont arrêtés, inculpés et incarcérés à la prison des Baumettes. D'autres inculpations vont suivre les 4, 9, 10 et 13 février.
  - Le rapport Bonnemaison sur la réforme pénitentiaire est remis au ministre de la Justice Pierre Arpaillange. Ce rapport va être le détonateur d'une longue et dure grève des gardiens de prison.
  - L'évêque d'Évreux Jacques Gaillot publie dans l'hebdomadaire homosexuel Gai Pied, un article intitulé « Être homosexuel et catholique »
- Négociations Est-Ouest : MBFR, fin à Vienne des négociations sur la réduction mutuelle des forces et des armements en Europe, sans résultat. Cependant, la Tchécoslovaquie et une trentaine de pays à « démocratie communiste » se sont engagés à faciliter les activités des militants des droits de l'homme.

### Vendredi 3
- États-Unis : décès de John Cassavetes, acteur et réalisateur américain.
- France : clôture du 16e Congrès du syndicat Force ouvrière.
- Paraguay : coup d'État du général Andres Rodriguez (64 ans) qui renverse le général-président Alfredo Stroessner (76 ans). Il se réfugie au Brésil. Au pouvoir depuis 1954, son état de santé s'était aggravé depuis 2 ans. Le général Andres Rodriguez, ancien collaborateur du général Alfredo Stroessner, et commandant du corps d'armée d'Asuncion, annonce prendre le pouvoir pour mettre fin à l'incertitude, au nom de la « défense du catholicisme » et de l'ordre national. Une élection présidentielle est annoncée pour le 1er mai 1989.

### Samedi 4
- France : Marc Blondel est élu par le nouveau comité confédéral national du syndicat Force ouvrière pour succéder au secrétaire général sortant André Bergeron qui prend sa retraite.

### Dimanche 5
- France : décès d'André Cayatte, réalisateur.
- Iran - France : le ministre français des Affaires étrangères Roland Dumas se rend en visite officielle de 2 jours à Téhéran, la première depuis l'avènement de la République islamique en 1979. Polémique au sujet d'Anis Naccache.

### Lundi 6
- France : début d'une nouvelle grève des gardiens de prison, concernant le rapport Bonnemaison sur la réforme pénitentiaire. Ce mouvement de protestations va durer jusqu'à la fin du mois et engendrer de violents affrontements avec les forces de l'ordre devant les principaux établissements pénitentiaires.
- Pologne : à Varsovie, début des discussions sur le rétablissement du pluralisme syndical.

### Mardi 7
- Allemagne de l'Ouest : à Hanovre un soldat britannique est tué et cinq autres sont blessés dans un attentat à la bombe revendiqué par l'IRA provisoire.

### Mercredi 8
- Union soviétique : le violoncelliste russe Mstislav Rostropovitch est officiellement réintégré au sein de l'Union des compositeurs, dont il avait été exclu en 1978, après avoir été déchu de sa citoyenneté soviétique.

### Jeudi 9
- Japon : décès d'Osamu Tezuka, dessinateur japonais de manga.

### Vendredi 10
- États-Unis : élection de Ronald Brown à la présidence du parti démocrate. C'est la première fois qu'un Noir accède à cette fonction.
- Hongrie : séance extraordinaire de 2 jours du comité central du Parti communiste hongrois. Le 11, est adopté le principe d'une transition vers le multipartisme.

### Samedi 11
- Alliance atlantique - États-Unis : le secrétaire d'État américain James Baker commence une tournée d'une semaine des pays membres. Sa première visite à Reykjavik (Islande).
- Chine - Pakistan : visite officielle de 3 jours du Premier ministre du Pakistan, Benazir Bhutto. Il s'agit de sa première visite officielle.
- États-Unis : nomination de la première femme évêque épiscopalienne à Boston. Il s'agit de Barbara Harris, une femme noire de 58 ans. L'Église épiscopalienne est la branche américaine de l'Église anglicane.

### Dimanche 12
- Cambodge : le prince Norodom Sihanouk reprend ses fonctions de président du Kampuchea démocratique. Il s'en était lui-même mis en retrait depuis le 12 juillet 1988.
- Japon : le Parti libéral démocrate, impliqué dans le scandale Recruit-Cosmos, est battu lors de l'élection partielle sénatoriale de Fukuoka (Île de Kyushu).

### Lundi 13
- Afghanistan : les troupes soviétiques évacuent définitivement le pays, deux jours avant la date prévue lors des accords de Genève.
- Belgique : à Tournai, libération de l'ancien premier ministre Paul Vanden Boeynants enlevé depuis le 14 janvier 1989.
- Japon : dans le cadre de l'affaire Recruit-Cosmos, arrestation de Hiromasa Ezoe, président de Recruit-Cosmos, de Hiroshi Kobayashi, vice-président de First Finance (bras financier de Recruit-Cosmos) et de deux anciens directeurs de la NTT (Nippon Telegraph and Telephone).
- Pakistan : un centre culturel américain est dévasté par des intégristes islamistes lors d'une manifestation de protestation contre le livre des Versets sataniques écrits par Salman Rushdie.

### Mardi 14
- France - Pologne : le premier ministre polonais Mieczyslaw Rakowski effectue une visite officielle de quatre jours à Paris.
- France : Décès du Lieutenant de Vaisseau Paul BRUTUS lors du feu de forêt des Pennes-Mirabeau Bouches-du-Rhône (13), cet officier sera nommé au grade de Capitaine de Frégate à titre posthume.
- Iran : l'Ayatollah Khomeini publie une fatwa (décret religieux musulman) lançant un appel à tous les musulmans d'exécuter l'écrivain britannique, d'origine indienne, Salman Rushdie, pour des « propos blasphématoires » envers l'Islam, soi-disant contenus dans le livre des Versets sataniques.
- Liban : début de trois jours de combats entre l'armée du Liban du premier ministre, le général Michel Aoun et les forces chrétiennes de Samir Geagea. L'enjeu est le contrôle du camp chrétien.
- Nicaragua : le gouvernement annonce l'organisation d'élections libres pour le 25 février 1990.
- Union européenne : par 149 voix, contre 90 et 8 abstentions, l'assemblée européenne, réunie à Strasbourg, vote une résolution demandant aux États membres d'accorder le droit de vote aux élections locales à tous les étrangers « qu'ils soient originaires de la Communauté ou de pays tiers ».

### Mercredi 15
- Afghanistan : retrait officiel des troupes soviétiques d'Afghanistan selon les accords de Genève.
- France :
  - L'évêque d'Évreux Jacques Gaillot signe avec le cardinal Albert Decourtray, primat des Gaules et président de la Conférence des évêques de France, une déclaration l'engageant à porter « une attention critique » aux « déclarations ambiguës » et à veiller avec une « vigilance particulière » à ce que ses interventions ne « mobilisent pas l'opinion en des conflits contraires au bien commun de la société et à la force du message chrétien ».
  - À Toulon, la Maison des Têtes est détruite par une explosion d'origine indéterminé, faisant treize morts et une quarantaine de blessés.

### Jeudi 16
- Afrique du Sud : le Front démocratique uni annonce la rupture de ses relations avec Winnie Mandela.
- France : Roger-Patrice Pelat et quatre autres personnes sont inculpés pour « recel de délit d'initié » dans l'affaire Péchiney.
- Grande-Bretagne - Iran : à la suite des menaces de mort de l'Ayatollah Khomeini contre Salman Rushdie, la Grande-Bretagne décide de geler ses relations avec l'Iran. De violentes manifestations de fanatiques musulmans commencent et vont se poursuivre durant deux semaines, principalement, au Pakistan, en Inde, en Indonésie et en Arabie saoudite.
- Maroc : à Marrakech, ouverture du deuxième sommet maghrébin qui se terminera le 17 février avec la signature du traité constitutif de l'Union du Maghreb arabe.
- Proche-Orient - Union soviétique : le ministre soviétique des Affaires étrangères Edouard Chevardnadze commence une importante tournée de visites officielles :
  - en Syrie, les 16, 17 et 18 février ;
  - en Jordanie, les 19 au 20 février ;
  - en Égypte, les 21 et 22 février, où il s'entretient avec le ministre israélien des Affaires étrangères Moshe Arens et avec le chef de l'OLP Yasser Arafat ;
  - en Irak, les 22, 23 et 24 février ;
  - en Iran, les 25 et 26 février, où il est reçu par l'Ayatollah Khomeini à son domicile.
- Tchécoslovaquie : l'auteur dramatique Václav Havel, un des dirigeants du mouvement de la Charte 77 est arrêté par la police de la dictature communiste pour avoir voulu déposer une gerbe de fleurs à la mémoire de Jan Palach, un jeune étudiant qui s'était immolé par le feu après le printemps de Prague, en janvier 1969, pour protester contre l'intervention soviétique. Il sera libéré le 17 mai.

### Vendredi 17
- France : dans le journal Le Monde, Alain Juppé écrit : « Si l'union prévalait, nous pourrions créer une structure nouvelle qui nous permettrait de faire évoluer le RPR et l'ensemble de l'UDF vers une forme de confédération à direction collégiale. »

### Samedi 18
- Afghanistan : proclamation de l'état d'urgence.
- Pologne : à Varsovie, accord sur le principe de la légalisation de Solidarnosc en échange de son soutien à la politique de réformes économique et politiques du gouvernement de la dictature communiste.

### Dimanche 19
- Afrique du Sud : quatre gardes du corps de Winnie Mandela, soupçonnés de l'enlèvement et du meurtre Stompie Mokhetsi, un jeune noir de Soweto, sont arrêtés. Deux d'entre eux sont inculpés le 21 février.

### Lundi 20
- Afghanistan : Hassan Sharq premier ministre du gouvernement communiste est révoqué.
- Iran - Union européenne : les douze pays membres de la CEE rappellent leurs ambassadeurs pour consultation et suspendent toute visite officielle. Le lendemain, l'Iran rappelle tous ses ambassadeurs en poste dans les douze pays de la CEE. Le 1er mars 1989, l'Allemagne de l'Ouest gèle toutes les négociations économiques en cours.
- Tchécoslovaquie : le journal soviétique Sovietskaya Rossiya évoque une « réévaluation » de l'intervention soviétique de 1968 et estime que celle-ci a pu provoquer « le sentiment que la dignité nationale du peuple était piétiné. »

### Mardi 21
- Afghanistan : Sultan Ali Keshtmand est nommé nouveau président du conseil des ministres du gouvernement communiste.
- Tchécoslovaquie : l'auteur dramatique Václav Havel, un des dirigeants du mouvement de la Charte 77 arrêté le 16 février est condamné à neuf mois de prison ferme pour avoir voulu déposer une gerbe de fleurs à la mémoire de Jan Palach, un jeune étudiant qui s'était immolé par le feu après le printemps de Prague, en janvier 1969, pour protester contre l'intervention soviétique.

### Mercredi 22
- France : 
  - Maurice Faure, Jean Cabannes et Jacques Robert sont nommés au Conseil constitutionnel en remplacement de Georges Vedel, de Robert Lecourt et de Louis Joxe.
  - Petits changements dans les attributions ministérielles pour Michel Delebarre et Michel Durafour.
- Tchécoslovaquie : à la suite de l'arrestation et de la condamnation à neuf mois de prison ferme de Václav Havel, un des dirigeants du mouvement de la Charte 77, sept autres opposants à la dictature communiste sont condamnés pour hooliganisme.
- Ulster : à Londonderry, un car scolaire est attaqué par l'IRA provisoire, tuant le conducteur, un caporal de l'armée britannique.

### Jeudi 23
- Afghanistan : la Choura (assemblée) élit Sibghatullah Mojaddedi (chef du part modéré Jabha) comme président du gouvernement provisoire de la Résistance et Abdul Rasul Sayyaf (en) (islamiste fondamentaliste proche de l'Arabie saoudite) comme premier ministre intérimaire.
- Algérie : le référendum constitutionnel est voté à la majorité de 73,4 % des exprimés. La nouvelle constitution prévoit le multipartisme et la suppression de toute référence au socialisme.
- États-Unis : par 11 voix contre 9, la Commission sénatoriale des forces armées s'oppose à la confirmation de John Tower au poste de secrétaire à la Défense. Le 26 février, il fera serment à la télévision de ne plus boire d'alcool.

### Vendredi 24
- États-Unis : le fuselage d'un avion Boeing 747 de la United Airlines se perce peu après son décollage.
- Japon : à Tokyo, funérailles nationales de l'empereur Hiro Hito.
- Suisse : le pirate de l'air libanais Hussein Ali Mohamed Hariri est condamné à la réclusion criminelle à vie. Il est l'auteur du détournement d'un avion d'Air Afrique sur Genève en juillet 1987.
- Tadjikistan (ex-Union soviétique) : manifestations pour la reconnaissance du tadjik comme langue officielle de cette République soviétique, Guame.
- Formation d'un Consortium réunissant la Généralité de Catalogne, la mairie de Montmeló et le Real Automòbil Club de Catalunya (RACC), pour la construction d'un nouveau circuit automobile permanent à Barcelone, le Circuit de Catalogne, dont la première pierre est posée ce même jour.

### Samedi 25
- Chine - États-Unis : le Président George H. W. Bush est en visite officielle de trois jours à Pékin. Lors de son escale à Séoul (Corée du Sud) ont lieu des manifestations anti-américaines.
- Géorgie (ex-Union soviétique) : à Tbilissi ont lieu d'importantes manifestations contre le rattachement en 1920 de la Géorgie à l'Union soviétique.
- Moldavie (ex-Union soviétique) : manifestations pour la reconnaissance du moldave comme langue officielle de cette République soviétique.

### Dimanche 26
- Islamisme : des manifestations de musulmans ont lieu à Paris, Copenhague, Oslo, Hong Kong et New York pour réclamer la mort de Salman Rushdie, auteur des Versets sataniques, et contre lequel l'Ayatollah Khomeini a lancé un appel à tous les musulmans d'exécuter l'écrivain britannique.

### Lundi 27
- Allemagne : décès de Konrad Lorenz, fondateur de l'éthologie moderne, prix Nobel.
- Autriche : décès à Altenberg de l'éthologiste Konrad Lorenz à l'âge de 85 ans.

### Mardi 28
- Iran : le parlement vote la rupture de toutes relations diplomatiques avec la Grande-Bretagne.
- Israël : aux élections municipales, le likoud (droite) connaît la victoire du premier ministre Shamir Gegear. 52 % des électeurs juifs se sont abstenus, alors que 80 % des électeurs Arabes ont voté autorisant la percée du Mouvement islamique.

## Naissances
- 2 février : Shane Archbold, cycliste néo-zélandais
- 4 février : 
  - Chérif Chekatt, terroriste franco-algérien, responsable présumé de l'attaque du 11 décembre 2018 à Strasbourg († 13 décembre 2018).
  - Rabia Lamalsa, lutteuse algérienne.
- 5 février : Jeremy Sumpter, acteur américain.
- 6 février : Sophie Bennett, actrice canadienne.
- 9 février : Gia Farrell, chanteuse américaine.
- 15 février : Bonnie Dennison, actrice américaine.
- 16 février : Elizabeth Olsen, actrice et chanteuse américaine.
- 17 février : Chord Overstreet, acteur et musicien américain.
- 18 février : Sonja Vasić, basketteuse serbe.
- 21 février : 
  - Corbin Bleu, acteur et chanteur américain.
  - Vadis Odjidja Ofoe, footballeur belge.
- 23 février : 
  - Jérémy Pied, footballeur français.
  - Olivier Aubin-Mercier, pratiquant de MMA canadien.
  - Ahmed Akaichi, footballeur tunisien.
- 24 février : Daniel Kaluuya, acteur britannique.
- 26 février : Gabriel Obertan, footballeur français.

## Décès
- 3 février : John Cassavetes, acteur et réalisateur américain (° 9 décembre 1929).
- 5 février : André Cayatte, réalisateur français (° 3 février 1909).
- 7 février : Robert Oubron, coureur cycliste français (° 18 avril 1913).
- 9 février : Osamu Tezuka, dessinateur de manga japonais (° 3 novembre 1928).
- 14 février : James Bond, ornithologue américain, célèbre pour avoir donné son nom au héros de Ian Fleming (° 4 janvier 1900).
- 20 février : Harold Christensen, danseur, chorégraphe et maître de ballet américain (° 25 décembre 1904).
- 22 février : Claude Lalouet, violoncelliste française et organiste titulaire de l'Église Saint-Bernard-de-la-Chapelle à Paris.
- 25 février : Robert Foulk, acteur américain (° 5 mai 1908).
- 26 février :
  - Mouloud Mammeri, écrivain, anthropologue et linguiste algérien (° 28 décembre 1917).
  - Éloi Meulenberg, coureur cycliste belge (° 22 septembre 1912).
- 27 février : Konrad Lorenz, fondateur de l’éthologie moderne, Prix Nobel, autrichien (° 7 novembre 1903).